# Schweizer Futsalnationalmannschaft
Die Schweizer Futsalnationalmannschaft der Männer ist eine repräsentative Auswahl des Schweizerischen Fussballverbands (SFV), die Schweiz bei internationalen Begegnungen im Futsal, der einzigen von der FIFA anerkannten Variante des Hallenfußballs, vertritt.

## Teilnahme an Turnieren

### FIFA Futsal-Weltmeisterschaft
- 1989 – nicht teilgenommen
- 1992 – nicht teilgenommen
- 1996 – nicht teilgenommen
- 2000 – nicht teilgenommen
- 2004 – nicht teilgenommen
- 2008 – nicht teilgenommen
- 2012 – nicht qualifiziert
- 2016 – nicht qualifiziert
- 2021 – nicht qualifiziert
- 2024 – nicht qualifiziert

### UEFA Futsal-Europameisterschaft
- 1996 – nicht teilgenommen
- 1999 – nicht teilgenommen
- 2001 – nicht teilgenommen
- 2003 – nicht teilgenommen
- 2005 – nicht teilgenommen
- 2007 – nicht teilgenommen
- 2010 – nicht teilgenommen
- 2012 – nicht qualifiziert
- 2014 – nicht qualifiziert
- 2016 – nicht qualifiziert
- 2018 – nicht qualifiziert
- 2022 – nicht qualifiziert
- 2026 – tbd.

## Referenzen
- Schweizerischer Fußballverband

Albanien |
Andorra |
Armenien |
Aserbaidschan |
Belarus |
Belgien |
Bosnien und Herzegowina |
Bulgarien |
Dänemark |
Deutschland |
England |
Estland |
Finnland |
Frankreich |
Georgien |
Gibraltar |
Griechenland |
Irland |
Island |
Israel |
Italien |
Kasachstan |
Kosovo |
Kroatien |
Lettland |
Litauen |
Malta |
Mazedonien |
Moldau |
Montenegro |
Niederlande |
Norwegen |
Österreich |
Polen |
Portugal |
Rumänien |
Russland |
San Marino |
Schottland |
Schweden |
Schweiz |
Serbien |
Slowakei |
Slowenien |
Spanien |
Tschechien |
Türkei |
Ukraine |
Ungarn |
Wales |
Zypern
Futsalnationalmannschaften der übrigen Konföderationen des Futsalweltverbandes (FIFA):

AFC (Asien) |
CAF (Afrika) |
CONCACAF (Nord-, Zentralamerika, Karibik) |
CONMEBOL (Südamerika) |
OFC (Ozeanien)